# Цитаишвили, Георгий
Гео́ргий Цитаишви́ли (в некоторых источниках с отчеством Климе́нтьевич; укр. Георгій Цітаішвілі, груз. გიორგი წიტაიშვილი; род. 18 ноября 2000, Ришон-ле-Цион, Центральный округ) — украинский и грузинский футболист, полузащитник киевского «Динамо» и сборной Грузии. Выступает на правах аренды за клуб «Мец». Участник чемпионата Европы 2024.

## Клубная карьера
Георгий является воспитанником молодёжной академии киевского «Динамо».

### «Динамо» (Киев)
В основном составе киевского «Динамо» дебютировал 9 мая 2018 года, выйдя на замену в финале Кубка Украины против донецкого «Шахтёра». 13 декабря 2018 года дебютировал в Лиге Европы в матче против чешского клуба «Яблонец». 25 февраля дебютировал в украинской Премьер-лиге в матче против луганской «Зари».
24 декабря 2020 года был отдан на правах аренды в «Ворсклу» до 31 мая 2021 года. В сезоне 2020/21 провёл за «Динамо» четыре поединка, в которых результативными действиями отметиться не успел.

### «Ворскла» (аренда)
Арендное соглашение вступило в силу с 1 января 2021 года. 14 февраля 2021 года дебютировал за «Ворсклу» в матче украинской Премьер-лиги против «Руха» и отметился на 52-й минуте первым голом, который помог клубу сыграть вничью. Также этот мяч стал первым для футболиста в рамках чемпионата Украины.
6 марта 2021 года получил серьезное повреждение в матче 17-го тура против «Мариуполя» (1:0), у него был диагностирован перелом пятой плюсневой кости левой ноги и футболисту пришлось пропустить около двух месяцев. В марте 2021 года перенес операцию на ноге из-за чего пропустил отрезок сезона. Всего за «Ворсклу» провёл 4 матча, в которых отметился 1 голом.

### «Черноморец» (аренда)
21 июля 2021 года на правах аренды был отдан «Динамо» в одесский «Черноморец» до конца сезона 2021/22.
16 августа 2021 года дебютировал за «Черноморец» в матче украинской Премьер-лиги против «Мариуполя» (3:2), выйдя в стартовом составе. Это была первая официальная игра футболиста за 4 месяца, когда в марте 2021 года он получил травму, сломав пятую плюсневую кость левой ноги. 6 ноября 2021 года забил свой первый гол за «Черноморец» в матче украинской Премьер-лиги против «Руха», сделав счёт в матче 3:0 (в итоге одесситы победили 4:3).

## Карьера в сборной
Выступал за юношеские сборные Украины до 17, до 18 и до 19 лет. В 2019 году, в составе молодёжной сборной Украины до 20 лет, под руководством Александра Петракова, стал победителем молодёжного чемпионата мира.
До мая 2021 года имел украинский паспорт, однако так и не дождался вызова в национальную сборную Украины, и после серии выступлений на уровне молодежной и юношеских сборных разных возрастных групп, решил сменить футбольное гражданство. 25 августа 2021 года получил дебютный вызов в сборную Грузии для участия в матчах отборочного турнира чемпионата мира 2022 года против сборных Косова и Испании, а также товарищеском матче против Болгарии. 2 сентября 2021 года дебютировал в сборной Грузии в домашнем матче против Косова, и провел на поле все 90 минут.

## Личная жизнь
Георгий родился в Израиле, где на тот момент выступал его отец, Климентий Цитаишвили, который был профессиональным грузинским футболистом.

## Статистика

### Клубная
| Выступление         | Выступление      | Выступление      | Чемпионат | Чемпионат | Кубок | Кубок | Еврокубки | Еврокубки | Прочие | Прочие | Итого | Итого |
| Клуб                | Лига             | Сезон            | Игры      | Голы      | Игры  | Голы  | Игры      | Голы      | Игры   | Голы   | Игры  | Голы  |
| ------------------- | ---------------- | ---------------- | --------- | --------- | ----- | ----- | --------- | --------- | ------ | ------ | ----- | ----- |
| Динамо Киев         | Премьер-лига     | 2017/18          | 0         | 0         | 1     | 0     | 0         | 0         | 0      | 0      | 1     | 0     |
| Динамо Киев         | Премьер-лига     | 2018/19          | 5         | 0         | 0     | 0     | 1         | 0         | 0      | 0      | 6     | 0     |
| Динамо Киев         | Премьер-лига     | 2019/20          | 10        | 0         | 1     | 0     | 1         | 0         | 1      | 0      | 13    | 0     |
| Динамо Киев         | Премьер-лига     | 2020/21          | 4         | 0         | 0     | 0     | 0         | 0         | 0      | 0      | 4     | 0     |
| Динамо Киев         | Итого            | Итого            | 19        | 0         | 2     | 0     | 2         | 0         | 1      | 0      | 24    | 0     |
| Ворскла (аренда)    | Премьер-лига     | 2020/21          | 4         | 1         | 0     | 0     | 0         | 0         | 0      | 0      | 4     | 1     |
| Ворскла (аренда)    | Итого            | Итого            | 4         | 1         | 0     | 0     | 0         | 0         | 0      | 0      | 4     | 1     |
| Черноморец (аренда) | Премьер-лига     | 2021/22          | 10        | 1         | 2     | 0     | 0         | 0         | 0      | 0      | 12    | 1     |
| Черноморец (аренда) | Итого            | Итого            | 10        | 1         | 2     | 0     | 0         | 0         | 0      | 0      | 12    | 1     |
| Всего за карьеру    | Всего за карьеру | Всего за карьеру | 33        | 2         | 4     | 0     | 2         | 0         | 1      | 0      | 40    | 2     |

### Сборная
| Национальная сборная | Год   | Игры | Голы |
| -------------------- | ----- | ---- | ---- |
| Грузия               | 2021  | 2    | 0    |
| Грузия               | 2022  | 11   | 1    |
| Грузия               | 2023  | 1    | 0    |
| Грузия               | 2024  | 9    | 0    |
| Грузия               | 2025  | 2    | 0    |
| Всего                | Всего | 25   | 1    |

### Выступления за сборную
| № | Дата            | Оппонент | Счёт | Голы | Пасы | Карточки | Минуты | Соревнование             |
| - | --------------- | -------- | ---- | ---- | ---- | -------- | ------ | ------------------------ |
| 1 | 2 сентября 2021 | Косово   | 0:1  | —    | —    | —        | 90'    | Отборочные матчи ЧМ-2022 |
| 2 | 8 сентября 2021 | Болгария | 1:4  | —    | —    | —        | 70'    | Товарищеский матч        |
| 3 | 12 октября 2021 | Косово   | 2:1  | —    | —    | —        | 72'    | Отборочные матчи ЧМ-2022 |
| 4 | 11 ноября 2021  | Швеция   | 2:0  | —    | —    | —        | 70'    | Отборочные матчи ЧМ-2022 |

Итого: 4 матча, 0 голов / 2 победы, 0 ничьих, 2 поражения.

## Достижения

### Командные
«Динамо» (Киев)
- Обладатель Кубка Украины: 2019/20
- Обладатель Суперкубка Украины: 2019, 2020

Сборная Украины
- Чемпион молодёжного чемпионата мира: 2019

### Личные
- Обладатель премии Золотой талант Украины: 2019

### Награды
- Орден «За заслуги» III степени (2019)[29]
- Орден Чести (2024)[30]